# 베트남 민족학 박물관

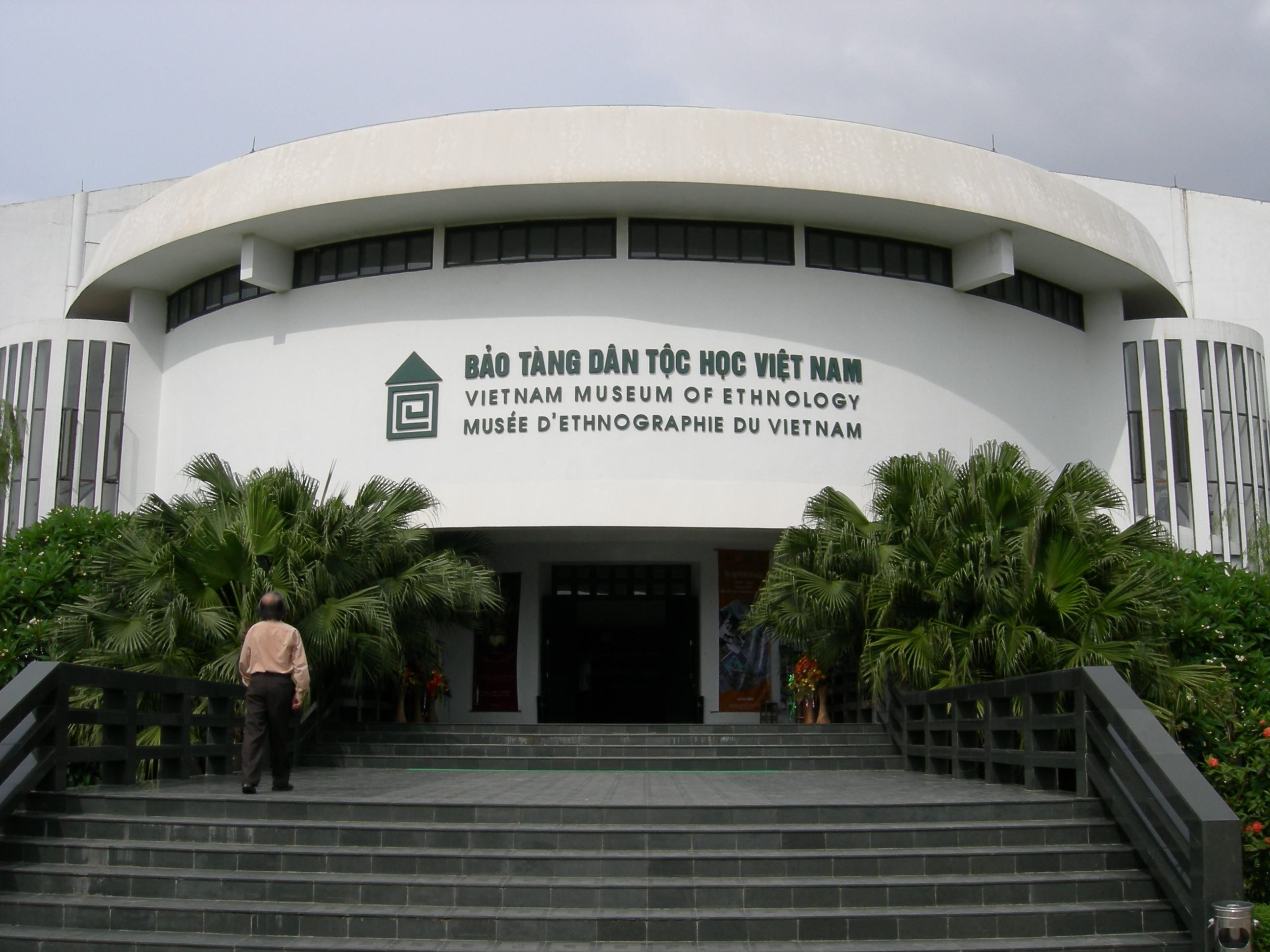
베트남 민족학 박물관

베트남 민족학 박물관은 베트남 하노이 꺼우저이 군에 있는 박물관이다. 1997년 11월 12일 개관하였으며, 54개의 소수 종족의 생활, 민속 등을 지도, 모형, 비디오 등을 통하여 소개 및 전시하고 있다.